# Брянское княжество
Брянское княжество — русское княжество XIII—XV веков с центром в городе Дебрянске (Брянеске, Брянске). Первоначально центр удельного княжества в составе Черниговского княжества, после монгольского нашествия — политический центр Чернигово-Северских земель. Брянский князь обычно носил титул великого князя Черниговского.

## История
Точная дата основания Брянска неизвестна. Археологические данные, полученные при раскопках старого городища на Чашином кургане в 1976—1979 годах, указывают на то, что город на территории нынешнего Брянска возник в последней четверти X века. Название города, стоявшего на правом берегу реки Десны, произошло от окружающих его лесных дебрей. В первый раз Брянск как сторожевой пункт упоминается в Ипатьевской летописи под 1146 годом, когда он принадлежал черниговским князьям, сажавшим в нём своих наместников.
С 1159 года по 1167 год Брянск с прилегающими к нему землями входил в состав Вщижского княжества.
С 1238 года, после разгрома Вщижа монголами и пресечения ветви потомков Владимира Святославича, Брянск стал столицей обширного княжества, включавшего Чернигов, Новгород-Северский, Стародуб и Трубчевск, доставшись в управление Роману Михайловичу и его потомкам. Брянские князья традиционно носили титул великих князей черниговских. Вне их контроля остались только земли на верхней Оке (Козельск и известные по летописям только с XIV века Новосиль и Таруса) и в Посемье (Курск, Путивль, Рыльск). Согласно новейшим исследованиям, к Брянскому княжеству относился и Карачев, затем, возможно, перешедший под власть козельских князей.
В 1263 году брянский князь Роман Михайлович отразил нападение литовского княза Миндовга, в 1285 году атаковал Смоленск. Брянские войска участвовали в походах ордынских и галицко-волынских войск в конце XIII века: против Литвы (1274) и Польши (1283).

### Проблема перехода брянского престола к смоленским Ростиславичам
Основная часть историков считает, что Ростиславичи Смоленские посредством династического брака в конце XIII века получили права на брянский престол, но расходится в том, между кем и кем был этот брак. Карамзин Н. М. назвал Василия Александровича брянского (ум.1314), который считается сыном Александра Глебовича смоленского, внуком Романовым, таким образом Александр мог быть женат на дочери Романа Старого. По версии Горского А. А., на дочери Романа Михайловича Брянского мог быть женат сам Глеб Ростиславич смоленский. По версии Войтовича Л. В., один из смоленских князей мог быть женат на дочери не Романа, а Олега Романовича.
После пострижения Леонтия/Олега Романовича брянского в монахи смоленские Ростиславичи смогли занять Брянск в контексте борьбы Ногая против Золотой Орды. Брянские князья могли быть сторонниками Ногая, а после его поражения — лишиться своих владений. Основная часть историков считает всех участников борьбы за Брянск в XIV веке смоленскими Ростиславичами. На судьбе черниговского великокняжеского стола это не отразилось: смоленские Ростиславичи его не занимали.
Некоторые историки считают, что род брянских князей не пресекался. Безроднов В. С. предположил, что Василий представлял местную династию, и при этом был племянником Святослава смоленского по матери: не брянская княжна была выдана замуж в Смоленск, а смоленская (дочь Глеба смоленского и мать Василия брянского) в Брянск. Однако исследователь выводит почти всех черниговских и брянских князей XIII/XIV веков от Святослава Владимировича вщижского XII века.
К предположению о существовании Александра Романовича пришёл Войтович Л. В. Он считает, что в случае пресечения брянской династии права на Чернигов должны были получить глуховские князья — согласно традиционной версии, также внуки Михаила Черниговского. Однако, сомнительно происхождение Романа Старого от Михаила Черниговского, как и родословные верховских князей XVI века в целом. Войтович считает Александра Романовича отцом не Василия Александровича, а Михаила Александровича. Однако, сын Михаила Роман Михайлович, хотя его символика была отнесена историками к старшей ветви Ольговичей, стал упоминаться в качестве брянского только после захвата Брянска Ольгердом (1356), поэтому и он, и его отец Михаил могли происходить и не из брянской ветви, и, соответственно, не быть потомками или преемниками Романа Старого по мужской линии.

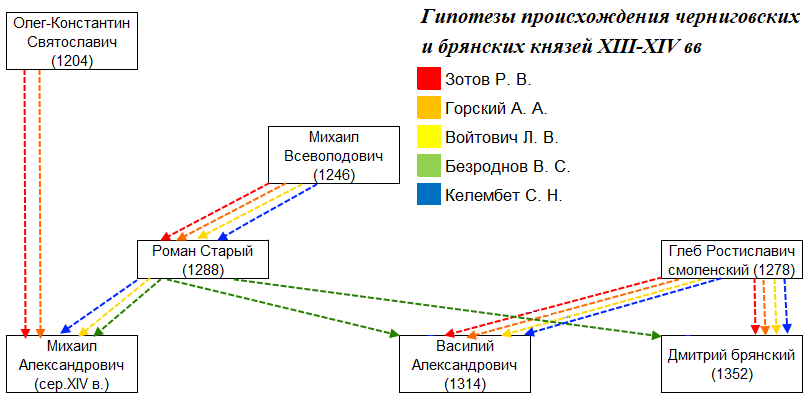
- Версия Калембета С. Н. аналогична версии Войтовича Л. В.

Родословное древо правителей Брянска XIV века (традиционная версия)
- Глеб Ростиславич (князь смоленский)
  - Александр Глебович
    - Василий Александрович (князь брянский) (—1309, 1310—1314)
    - Иван Александрович
      - Василий Иванович (князь брянский) (1352—1356)

  - Роман Глебович (князь новгородский)
    - Дмитрий (князь брянский) (1314—1334, 1340—1352)

  - Святослав Глебович (князь брянский) (1309—1310†)
    - Глеб Святославич (князь брянский) (1334—1340†)

### Борьба за Брянск в 1-й половине XIV века
Святослав Глебович (из смоленских Ростиславичей) был изгнан из Можайска в 1303 году Юрием Даниловичем московским, в 1309 выгнал из Брянска Василия Александровича, но тот в 1310 году вернулся с ордынцами. В ожесточённой битве Святослав с личной дружиной погиб, не поддержанный брянским полком. В том же году Василий с ордынцами атаковал Карачев и также убил тамошнего князя Святослава Мстиславича. Василий умер в 1314 году в Брянске.
После смерти Василия брянским князем стал Дмитрий — родной (поэтому беспрепятственно ему наследовал) или двоюродный брат Василия. Большинство историков считают обоих смоленскими Ростиславичами. В 1333/34 годах Дмитрий атаковал Смоленск, затем на какое-то время уступил Брянск Глебу Святославичу, сыну Святослава Глебовича из смоленских Ростиславичей. Но Глеб был убит брянцами в 1340 году, и Дмитрий вернулся на престол, выдав дочь за Ивана Ивановича звенигородского (с 1353 московского). Затем уже в начале 1350-х Дмитрий был смещён Василием, сыном Ивана Александровича смоленского или Романа Глебовича(в любом случае из смоленских Ростиславичей). Почти сразу после этого в 1356 году Брянск захватил Ольгерд Гедиминович. Это произошло на общем фоне принуждения Семёном Гордым смоленских князей к разрыву с Литвой. Ольгерд захватил также Ржев, Мстиславль и Торопец, то есть практически все смоленские уделы.

### Борьба с Литвой
В 1356—1359 годах во время борьбы за власть в Брянске княжество было захвачено Ольгердом и присоединено к Великому княжеству Литовскому, княжение возвращено представителю Ольговичей Роману Михайловичу. После похода московских войск на брянскую землю в 1370 году Ольгерд посадил в Брянске своего сына Дмитрия (в 1372 году он упомянут в качестве брянского князя). Но уже в 1371 году Ольгерд не включил Брянск в состав земель, на которые просил константинопольского патриарха дать отдельного от митрополии киевской и всея Руси митрополита, и в 1375 году в качестве брянского князя вновь фигурирует Роман Михайлович.
Дмитрий Ольгердович владел Черниговом, Стародубом и Трубчевском до зимы 1379/1380 годов, когда, воспользовавшись московским военным присутствием (князь Дмитрий Михайлович Боброк-Волынский), отъехал на московскую службу и получил от Дмитрия Московского в кормление Переславль-Залесский. Брянские войска упоминаются в связи с Куликовской битвой (1380) вместе с князьями Дмитрием Ольгердовичем и Глебом Брянским. С отъездом Дмитрия и походом Ягайла из Литвы до верхней Оки исследователи связывают восстановление в регионе власти великого князя Литовского. Наместником Ягайла здесь стал Дмитрий-Корибут Ольгердович, участвовавший в 1381—1382 годах в борьбе за власть в Литве на стороне Ягайла против Кейстута. После Кревской унии и Островского соглашения Дмитрий-Корибут лишился владений в Северщине. Роман Михайлович в 1396 году стал литовским наместником в Смоленске, где был убит в 1401 году.

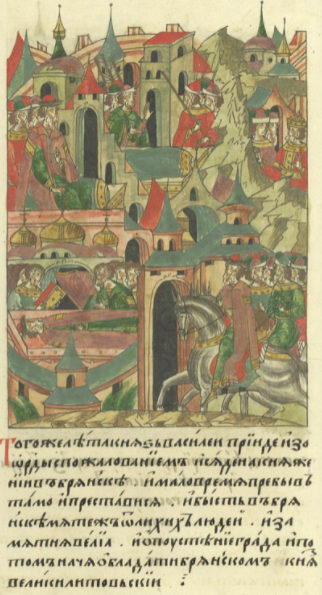
Смерть князя Василия, захват Брянска Литовским княжеством

После того, как в 1500 году Брянск был взят войсками Ивана III и вошёл в состав Московского государства.

## Князья Брянские
Рюриковичи
- Роман Михайлович Старый (1246—1288)
- Олег Романович/Леонтий (1288 — кон. XIII/нач. XIV вв)
- Василий Александрович (? — 1309, 1310—1314)
- Святослав Глебович (1309—1310)
- Дмитрий (1314—после 1333, 1340—1352)
- Глеб Святославич (после 1333—1340)
- Василий (1356)[9]

### Литовское завоевание (1356)
- Роман Михайлович Молодой (?—1370, 1380—1401)

Гедиминовичи
- Дмитрий Ольгердович (ок. 1370—1380)
- Свидригайло Ольгердович (1401—1430 ликвидация удела)